# Gonomyia multiacuta
Gonomyia multiacuta är en tvåvingeart som beskrevs av Alexander 1963. Gonomyia multiacuta ingår i släktet Gonomyia och familjen småharkrankar. Inga underarter finns listade i Catalogue of Life.